# 安東惟季
安東 惟季（あんどう これすえ、生年不詳 - 寛正3年8月5日（1462年8月29日））は、室町時代の武将。出羽国湊系安東氏の第3代当主。通称は安東二郎。『新羅之記録』では堯季とされる。安藤成季の子。子に昭季。法名を安興。
安東氏の系譜には様々な異伝があり、特に湊家は後に子孫が絶えたため系図が混乱している。先祖と同名を名乗る者も多く、途中改名もしばしば行われたこともあり、事績が混同していることも原因の一つである。
惟季は本領津軽を南部氏に逐われた宗家安東政季を誘い、康正2年（1456年）、秋田小鹿島（現秋田県男鹿市）を拠点とさせた上で秋田河北地方（後の檜山郡、現秋田県能代市）を治める南部氏配下の国人葛西秀清を滅ぼし、檜山を本拠とさせた。また、南部氏の史料では同年南部領を侵したとしている。また、長禄2年（1458年）には南部氏に敗れ一時湊城等秋田郡一帯を南部氏が統治したとの史料もあるが、寛正2年（1461年）には南部氏を追い払い旧領を回復したと見られている。
一方で政季は津軽奪還を図り、勢力拡大に努めたため、惟季の死後昭季の代に至ると軍役や男鹿地方を巡る勢力争いから檜山、湊両安東氏は対立したとする見解がある。